# Vaucelles
Vaucelles ist eine Gemeinde mit 600 Einwohnern (Stand: 1. Januar 2022) in der Normandie in Frankreich. Sie gehört zum Département Calvados, zum Arrondissement Bayeux und zum Kanton Bayeux. Die Einwohner werden Vaucellois genannt.

## Geographie
Vaucelles liegt etwa zwei Kilometer nordwestlich vom Stadtzentrum von Bayeux am Drôme. Umgeben wird Vaucelles von den Nachbargemeinden Sully im Norden, Vaux-sur-Aure im Nordosten, Bayeux im Osten, Saint-Loup-Hors im Süden und Südosten, Barbeville im Süden und Südwesten, Cussy im Westen sowie Tour-en-Bessin im Westen und Nordwesten.

## Bevölkerungsentwicklung
| Jahr                      | 1962 | 1968 | 1975 | 1982 | 1990 | 1999 | 2006 | 2013 |
| ------------------------- | ---- | ---- | ---- | ---- | ---- | ---- | ---- | ---- |
| Einwohner                 | 231  | 187  | 192  | 195  | 217  | 213  | 283  | 371  |
| Quelle: Cassini und INSEE |      |      |      |      |      |      |      |      |

## Sehenswürdigkeiten
- Kirche Saint-Cyr-et-Sainte-Julitte aus dem 13. Jahrhundert, Monument historique
- Schloss aus dem 14. Jahrhundert, Monument historique

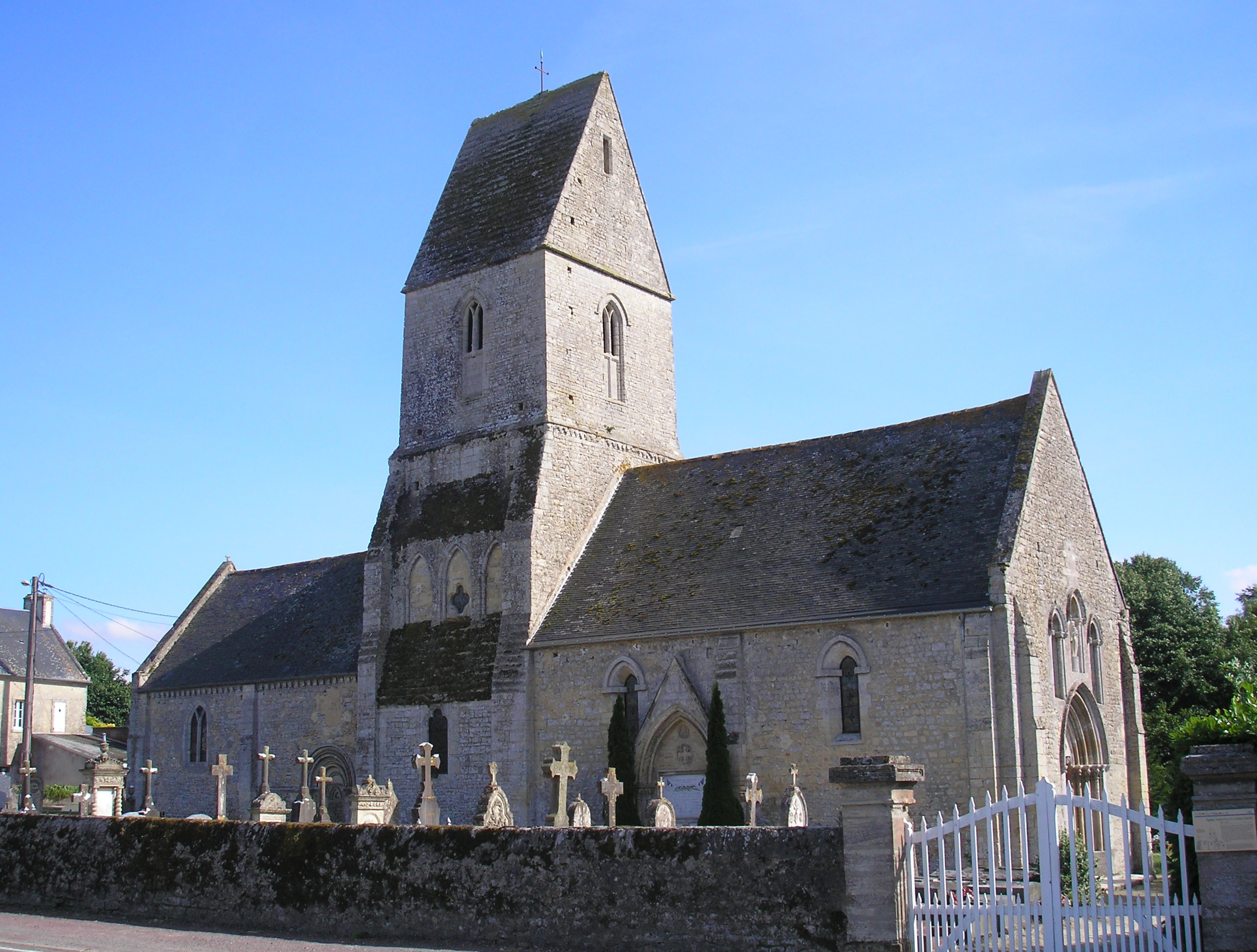
Kirche Saint-Cyr-et-Sainte-Julitte
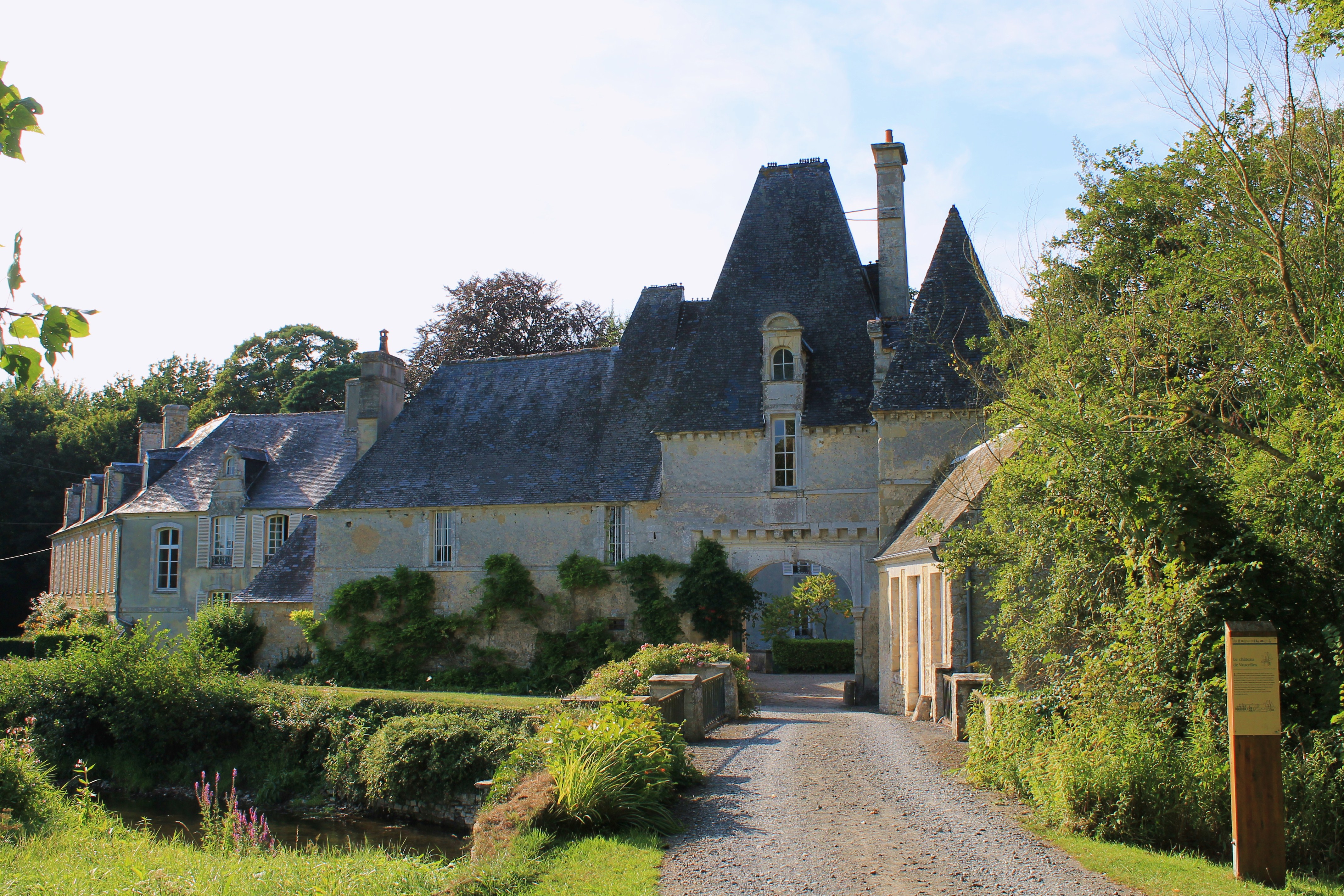
Schloss

## Gemeindepartnerschaften
Mit der britischen Gemeinden Plymstock in Devonshire (England) besteht seit 1986 eine Partnerschaft.